# 安石干拓地
安石干拓地（朝鮮語: 안석간석지）は、朝鮮民主主義人民共和国（北朝鮮）にある干拓地。

## 概要
稲作の収穫高を増やすための主力事業の一環として、平安南道の南浦特別市温泉郡安石里から石峙里までの外海に数十里におよぶ堤防を築いて開発され、堤防は約120万立方メートルの盛土と約30万平方メートルの張石工事によって建築された。
平安南道干拓地建設総合企業所によって建設され、2017年5月に着工、2020年9月15日に竣工した。完成同日には朴奉珠国務委員会副委員長も干拓地を訪れた。

## 台風による被害
安石干拓地は令和5年台風第6号の影響により堤防が決壊し、水稲を植えた約270haを含む計約560haが冠水した。堤防に排水構造物設置工事が十分に行われていなかったことで被害が大きくなった。これを受け、総書記である金正恩は8月22日に干拓地を視察し、「今回の被害は自然災害による災難ではなく、怠け者たちの無責任性と無規律による人災だ」などと内閣や関係機関を非難した。